# Samai Samai
Samai Samai (26 september 1980) is een Indonesisch wielrenner.

## Overwinningen
2003
2e, 3e en 6e etappe Jelajah Malaysia
2005
3e en 5e etappe Ronde van Oost-Java
 Zuidoost-Aziatische Spelen, Criterium
2007
 Wereldkampioen 1 kilometer, Elite-B
2009
4e etappe Ronde van Langkawi

## Ploegen
- 2004 –  Wismilak Cycling Team
- 2005 –  Wismilak International Team
- 2006 –  Wismilak International Team
- 2009 –  LeTua Cycling Team (tot 5-7)